# Eucalyptus acmenoides
Eucalyptus acmenoides ist eine Pflanzenart innerhalb der Familie der Myrtengewächse (Myrtaceae). Sie kommt an der Ostküste Australiens vom Norden Queenslands bis zum mittleren Küstenabschnitt in New South Wales vor und wird dort „White Mahogany“, „Broad-leaved Stringybark“, „Narrow-leaved White Stringybark“, „Yellow Stringybark“ oder „Yellow Messmate“ genannt.

## Beschreibung

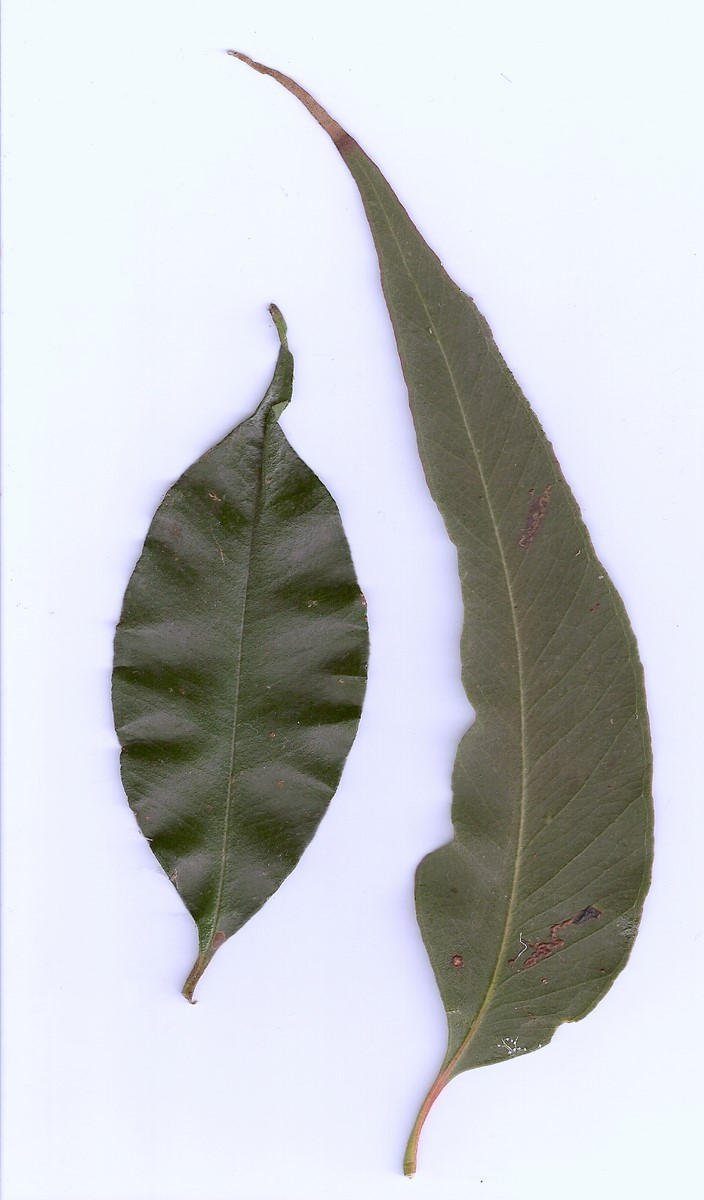
Laubblätter von Syzygium smithii (links) und Eucalyptus acmenoides (rechts)

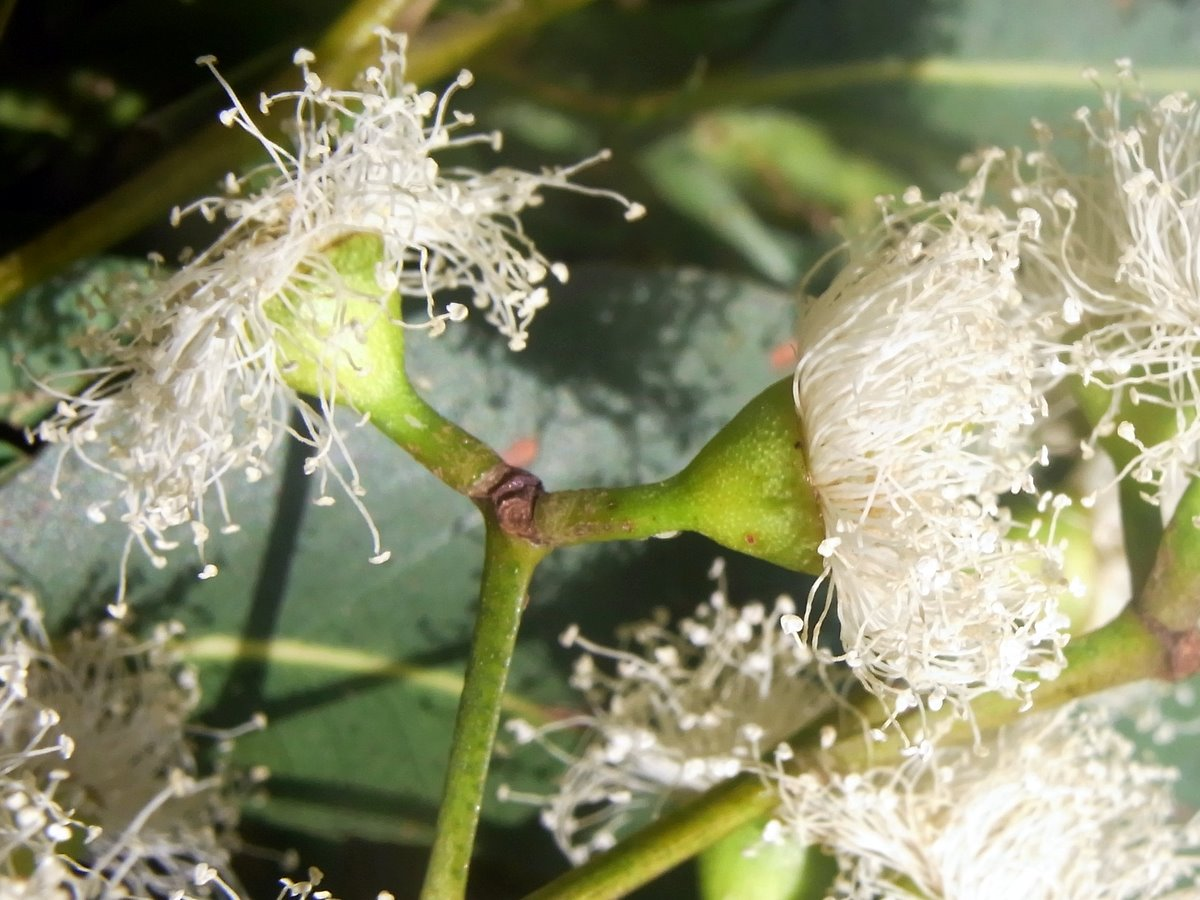
Blüten mit dem grünen Blütenbecher und vielen weißen Staubblättern

### Erscheinungsbild und Blatt
Eucalyptus acmenoides wächst als immergrüner Baum, der Wuchshöhen von bis über 30 Meter, manchmal bis zu 45 Meter, erreicht. Die Borke verbleibt am gesamten Baum, ist grau bis rotbraun, dünn und fasrig. Die kleinen Zweige sind grün. Öldrüsen gibt es weder im Mark, noch in der Borke. Der Stammdurchmesser erreicht über 1 Meter.
Bei Eucalyptus acmenoides liegt Heterophyllie vor. Die Laubblätter an jungen Exemplaren sind breit-lanzettlich und glänzend grün. Die glänzenden auf Ober- und Unterseite unterschiedlich grünen Laubblätter an erwachsenen Exemplaren sind in Blattstiel und Blattspreite gegliedert. Die 8 bis 15 mm langen Blattstiele an erwachsenen Exemplaren sind im Querschnitt schmal abgeflacht oder kanalförmig. Die Blattspreite an erwachsenen Exemplaren ist bei einer Länge von 8 bis 12 cm sowie einer Breite von 1,5 bis 2,5 cm sichelförmig und breit-lanzettlich mit spitzer, stumpfer oder sich verjüngender Spreitenbasis. Die Seitennerven gehen mit mittelgroße Abstände in spitzen oder stumpfen Winkel vom Mittelnerv ab.

### Blütenstand und Blüte
An einem im Querschnitt kantigen, 6 bis 15 mm langen Blütenstandsschaft stehen in einem einfachen Blütenstand sieben bis elf oder auch mehr Blüten zusammen. Der stielrunde Blütenstiel ist 2 bis 6 mm lang. Die Blütenknospen sind bei einer Länge von 5 bis 7 mm und einem Durchmesser von 3 bis 4 mm ei- oder spindelförmig. Die Calyptra ist konisch und mindestens so lang und so breit wie der glatte Blütenbecher (Hypanthium). Laut EucaLink kann die Calyptra auch länglich-spitzt und zwei- bis dreimal so lang wie der glatte Blütenbecher sein. Die Blüten sind weiß oder cremeweiß.

### Frucht
Die Frucht ist bei einer Länge von 4 bis 8 mm und einem Durchmesser von 4 bis 7 mm halbkugelig. Der Diskus ist schmal, eingedrückt oder flach, und die Fruchtfächer sind eingeschlossen oder stehen auf Höhe des Randes.

## Vorkommen
Eucalyptus acmenoides kommt entlang der Ostküste Australiens vom Norden Queenslands bis hinunter in das Gebiet nördlich von Sydney im mittleren Küstenabschnitt von New South Wales vor.
Sie wächst in feuchten Hartlaubwäldern oder lichten Wäldern und kommt stellenweise häufig vor. Eucalyptus acmenoides gedeiht am besten in tieferen Böden mit mittlerem Nährstoffgehalt und regelmäßiger Feuchte.

## Taxonomie
Die Erstbeschreibung von Eucalyptus acmenoides erfolgte 1843 durch den deutschen Botaniker Johannes Konrad Schauer in Wilhelm Gerhard Walpers: Repertorium Botanices Systemaicae, Volume 2 (5), S. 924. Das Typusmaterial weist die Beschriftung In sylvis Novae Cambriae australis (A.Cunn.) auf. Nach Joseph Henry Maiden weist das Artepitheton acmenoides auf die Ähnlichkeit der Form der Laubblätter mit denen von Acmena smithii, einem Synonym von Syzygium smithii hin (vgl. Foto der Laubblätter, oben).
Synonyme für Eucalyptus acmenoides Schauer sind: Eucalyptus pilularis var. acmenoides (Schauer) Benth., Eucalyptus acmenoides Schauer var. acmenoides, Eucalyptus uvida K.D.Hill, Eucalyptus portutensis K.D.Hill, Eucalyptus contracta L.A.S. Johnson & K.D.Hill, Eucalyptus acmenioides Schauer orth. var.
Eucalyptus acmenoides bildet Hybriden mit anderen Arten, beispielsweise Eucalyptus cloeziana, Eucalyptus pilularis, Eucalyptus eugenioides.

## Nutzung
Das Kernholz von Eucalyptus acmenoides ist gelb-braun, sehr hart und hat ein spezifisches Gewicht von etwa 1010 kg/m³. Das Holz wird als Bau- und Möbelholz und für den Boots- und Wagenbau verwendet. Es dient beispielsweise für den Bau von Piers und Stegen, zur Herstellung von Eisenbahnschwellen, Böden und Verkleidungen.